# Bandera del estado Falcón
La bandera del Estado Falcón, en Venezuela, fue elegida mediante un concurso abierto por el gobernador José Curiel en 1997. Ante el jurado se presentaron 114 propuestas, resultando seleccionada la diseñada por Marielys Oduber. Fue izada por primera vez con los honores correspondientes el 17 de junio de 1997, en el patio central del Ejecutivo Regional; sin embargo, el 3 de agosto de 2006, Falcón adopta una nueva bandera, basada en la Bandera Naval de 1806 del generalísimo Francisco de Miranda, prócer de la independencia venezolana.

## Diseño

### Primera bandera
La primera bandera era de figura rectangular formada por tres franjas horizontales, iguales y unidas entre sí, en orden de colores verde, amarillo y azul.
El color verde de la franja superior representa a la sierra falconiana con sus reservas naturales: suelo, agua, bosque, minerales y paisajes. El verde es sinónimo de esperanza, amistad, respeto y servicio. 
El color amarillo de la franja central representa a Los Médanos, parque natural de gran importancia turística, ubicado en el estado. El amarillo es símbolo de grandeza, nobleza, riqueza, poder, luz, constancia y sabiduría.
El color azul de la franja inferior reproduce la imagen de la extensa costa falconiana, de importante riqueza marina, turística y económica para el estado. El color azul es sinónimo de la justicia, lealtad, caridad, y hermosura. 
La figura del halcón ubicada en el centro de la bandera representa la fuerza, sabiduría y nobleza que caracterizaban a los primeros pobladores de esta tierra. La palabra “Falcón” que lleva el Estado, y que fue tomada del apellido del personaje regional Juan Crisóstomo Falcón, deriva del vocablo «halcón», ave que simboliza las cualidades heredadas de los ancestros caquetíos. 
Las 25 estrellas blancas de cinco puntas, cada una en forma de semicírculo, representan los 25 municipios autónomos que integran la geografía falconiana. Las estrellas son imagen de felicidad y signo de fortaleza, luz, majestad y paz. Su color blanco es sinónimo de pureza, firmeza, integridad, vigilancia y elocuencia. 
Hacia la parte baja del halcón, entre los colores amarillo y azul, se localiza una banda de color rojo que contiene la leyenda "Dios y Federación". El rojo es sinónimo de fortaleza, victoria y osadía y alteza.

### Nueva bandera de 2006
El 3 de agosto de 2006 el gobierno regional del estado Falcón decreta como bandera del estado la Bandera Naval de Miranda de 1806 por su significado histórico para el país y su relación con la historia de la región. Está representada por un fondo azul representante del cielo y el mar al mismo tiempo; en el borde superior, una franja roja con la inscripción "MUERA LA TIRANÍA Y VIVA LA LIBERTAD", mientras que en el lado izquierdo superior del rectángulo azul, hacia el lado del asta, un radiante sol ejemplificando la libertad americana que levanta sobre el horizonte mientras que una luna blanca en el lado derecho inferior del rectángulo azul hacia el lado opuesto al del asta demuestra la declinación española sobre el continente.